# Alphonsea maingayi
Alphonsea maingayi là một loài thực vật]] thuộc họ Annonaceae. Loài này có ở Malaysia và có thể cả Singapore.